# ابن حامد الوراق
أَبُو عَبْدِ اللَّٰهِ الْحَسَنُ بْنُ حَامِدِ بْنِ عَلِيِّ بْنِ مَرْوَانَ الْبَغْدَادِيُّ الْوَرَّاقُ ويُعرف اختصارًا بـ ابن حامد الوراق (غير معروف – 403هـ / غير معروف – 1012م). عرف بالوراق لأنه كان ينسخ الكتب ويتكسب بهذه الحرفة.

## سيرته
كان شيخًا ورعًا عفيفًا مقدمًا عند السلطان والعامة. وكان مدرس الحنابلة وفقيههم ومفتيهم في عصره. عرف بتبحره في المذهب الحنبلي، ومعرفة مواقع اختلاف العلماء فيه. أخذ العلم عن أبي بكر بن مالك، وأبي بكر الشافعي، وأبي بكرالنجار، وأبي علي بن الصواف، وأحمد بن سالم الحنبلي. وكان من أبرز تلاميذه، الذين أخذوا عنه العلم، القاضي أبو يعلى الفراء. له مؤلفات كثيرة منها: الجامع في المذهب وهو أربعمائة جزء، وتهذيب الأجوبة، شرح الخرقي، شرح أصول السُّنة، أصول الفقه.

## ثناء العلماء عليه
- قال ابن أبي يعلى: «إمام الحنابلة في زمنه ومدرسهم ومفتيهم، له المصنفات في العلوم المختلفات».[بحاجة لمصدر]
- قال الذهبي: «شيخ الحنابلة ومفتيهم».[بحاجة لمصدر]
- قال ابن الجوزي: «انتهى إليه المذهب، وله التصانيف الواسعة الكثيرة».[بحاجة لمصدر]
- قال الخطيب البغدادي: «قال لي أبو يعلى بن الفراء: كان مدرس أصحاب أحمد وفقيههم في زمانه، وكان له المصنفات العظيمة منها كتاب الجامع أربعمائة جزء تشتمل على اختلاف الفقهاء وله مصنفات في أصول السنة وأصول الفقه وكان معظما في النفوس مقدماً عند السلطان والعامة».[بحاجة لمصدر]
- قال ابن كثير: «كان مدرس أصحاب أحمد وفقيههم في زمانه وله المصنفات المشهورة».[بحاجة لمصدر]

## وفاته
توفي عطشاً وهو خارج لأداء الحج بقرب واقصة الحزون، وهو مكان بطريق مكة بعد القرعاء سنة 403 هـ.